# Gyrinus pachysomus
Gyrinus pachysomus är en skalbaggsart som beskrevs av Henry Clinton Fall. Gyrinus pachysomus ingår i släktet Gyrinus och familjen virvelbaggar. Inga underarter finns listade i Catalogue of Life.